# صالح مهدي عماش

صالح مهدي عمّاش النداوي، (1924 - 1985)، مؤرخ وشاعر وزعيم حربي، ووزير وسياسي عراقي، ولد صالح مهدي في بغداد سنة 1924 في أسرة متواضعة وعاش صباه وشبابه في محلة الحارّة بالأعظمية، وكان حينئذٍ من الرياضيّين، يلعب كرة القدم، وبعد إكماله دراسته الأولية والثانوية في مدارس بغداد التحق بالكلية العسكرية، ودرس فيها للفترة 1945 - 1948م، ليتخرج منها ضابطاً عسكرياً، ولقد شارك في حرب فلسطين عام 1948 ثم تخرج من كلية الأركان ببغداد في عام 1954م، لينظم بعدها لحركة الضباط الأحرار في عقد الخمسينات ولكنه بعد حركة 14 تموز 1958 لم يتقلد منصباً مهماً.

## حياتة العمليّة
اختير عمّاش وزيرًا للدفاع بعد انقلاب 14 رمضان (حركة 8 شباط 1963)، وشغل منصب وزير الدفاع في عام 1963م، ثم أقصي من منصبهِ بعد عدة أشهر ونفي إلى القاهرة، ثم أختير وزيراً للداخلية عقب ثورة 17 تموز 1968، وشغل منصب وزير الداخلية في عام 1968م، وعين نائبًا لرئيس الوزراء إضافة إلى منصبهِ وزيراً للداخلية من عام 1968 لغاية 1970م. ثم عين نائباً لرئيس الجمهورية للفترة من عام 1970 لغاية 1970. وبعدها استبعد صالح مهدي عماش بمؤامرة وجرد من جميع مناصبهِ السابقة وعين سفيراً في مركز وزارة الخارجية في عام 1971 لغاية 1971، ونقل من باريس إلى فنلندا كسفير في أواخر شهر آب 1975م، حتى وفاته في عام 1985. وكان يحضر نزالات المصارع عدنان القيسي التي كانت تجري في ملعب الشعب عامي 1969-1970 مع كل من شبلي العيسمي وعبد الكريم الشيخلي وعزة الدوري.

## من أهم أعماله
كانت لهُ الكثير من الأعمال الأدبية، وترجم شعره إلى اللغة الإنجليزية والروسية والفنلندية، وله مؤلفات تجمع بين الاستراتيجية السياسية والخبرة العسكرية والقراءة الحضارية، منها:.
- ديوان صفحات من كتاب الحياة - بغداد 1977. (الديوان في 156 صفحة).[8]
- الوحدة عسكريًا - ( المضمون العسكري للوحدة العربية ) - بيروت 1967.
- القيادة الناجحة - (دراسات تاريخية عسكرية عن فتح العراق، فلسطين، مصر، ليبيا) - بغداد 1970[9]
- رجال بلا قيادة (حول إسرائيل) - بغداد 1971[10]
- من ذي قار إلى القادسية.
- قتيبة بن مسلم الباهلي وحركات جيش المشرق الشمالي فيما وراء النهر - بغداد 1978.[11]
- ديوان صالح مهدي عمّاش، (ديوان باللغة الفنلندية) - ترجمة ايفا سليم - يوفاسكولا 1983[12]

## خدمته العسكرية
- التحق بالكلية العسكرية ودرس فيها (1945-1948 ) وتخرج ضابطًا.
- أسهم في الحرب الفلسطينية عام 1948.
- تخرج في كلية الأركان ببغداد 1954.
- اختير وزيرًا للدفاع بعد انقلاب 14 رمضان (8 فبراير 1963)، وقد شغل منصب وزير الدفاع من 1963 لغاية 1963 ثم أقصي بعد عدة أشهر ونفي إلى القاهرة.
- أختير وزيراً للداخلية عقب انقلاب 17 تموز 1968 وشغل منصب وزير الداخلية 1968.
- عين نائبًا لرئيس الوزراء إضافة إلى منصبه وزيرا للداخلية من عام 1968 لغاية عام 1970.
- عين نائباً لرئيس الجمهورية في عام 1970.
- حين انتشرت التنورة القصيرة المسمّاة ميني جوب في أواخر الستينات، أمر صالح مهدي بتأسيس جهاز يُسمى شرطة الآداب للتصدّي لتلك الظاهرة في الجامعات والدوائر الحكومية.[13]

## استبعاده من مركز السلطة
- استبعد عماش بمؤامرة من قبل السلطة الحاكمة لكبر منصبه في الحزب والحكومة ولوجود تأييد شعبي له وجرد من جميع مناصبه السابقة وعين سفيراً في مركز وزارة الخارجية في عام 1971 لغاية 1971.
- عين سفيراً في موسكو في عام 1971 لغاية عام 1974.
- عُين سفيراً في باريس من عام 1974 لغاية عام 1975.
- نقل من باريس إلى فنلندا كسفير في أواخر شهر أب 1975م، وتوفي فيها عام 1985 في ظروف غامضة.

## عائلته
- أبنته الدكتورة هدى صالح مهدي عماش، شغلت عدة مناصب علمية وسياسية منذ نهاية عقد الثمانينات وحتى سنة 2003. ومن أشهر هذه المناصب هو عميدة كلية العلوم في جامعة بغداد و(عضو قيادة قطرية) في حزب البعث العربي الاشتراكي.
- جميع ابنائه وبناته من خريجي الدراسات الجامعية ومعظمهم من حملة الشهادات العليا في اختصاصاتهم التي تتضمن العلوم المجهرية، والطب والعلوم الحياتية وعلم النفس والاجتماع وعلم القانون.

## وفاته
توفي في 30 كانون الثاني 1985 في فنلندا بمستشفى مي لاهتي في هلسنكي بعد ثلاثة أيام من دخولهِ، وحينما أراد الأطباء تشريح الجثة لتبيان حقيقة الأمر رفضت البعثة الدبلوماسية العراقية ذلك بشكل قاطع وتمت مخاطبة الخارجية الفنلندية التي ضغطت على إدارة المستشفى من أجل إرسال الجثة إلى العراق دون تشريح، فنقل جثمانه إلى بغداد وشيع رسميا، وتوجد عدة قصص وتكهنات حول وفاتهِ ولكن سبب الوفاة المعلن من قبل الجهات الصحية في فنلندا يشير إلى وفاته لأسباب طبيعية وهو ما أكدته أسرته نفسها.
في 2008، صرح وزير الأعلام العراقي خلال فترة حكم صدام حسين حامد الجبوري (معارض لصدام) في برنامج شاهد على العصر على قناة الجزيرة الفضائية في استضافة الاعلامي أحمد منصور أنه قتل إثر دس السم له خلال لقاءه أفراد من المخابرات في دعوة عشاء أقامها.